# Harrisville (Ohio)
Pour les articles homonymes, voir Harrisville.
Harrisville est un village américain situé dans le comté de Harrison, dans l'Ohio. Selon le recensement de 2010, sa population est de 235 habitants.